# Gebouw van het Grondwettelijk Hof (Košice)
Het Gebouw van het Grondwettelijk Hof is een monumentaal complex (gewezen kazerne), gelegen aan de Hlavná ulica 110 in de Slowaakse stad Košice.

## Geschiedenis

### Eerste gebouw
Nadat Tsjecho-Slowakije op 1 januari 1993 gesplitst werd, oefende het Grondwettelijk Hof van Slowakije aanvankelijk zijn activiteiten uit, in het Csáky-Dezőfi-paleis aan de Hlavná-straat 72.

### Huidig gebouw
Anno 2002 werd het bouwwerk van de voormalige Jiskra-kazerne aan de Hlavná-straat 110, door het Slowaakse Ministerie van Defensie met een "contract voor kosteloze overdracht van staatseigendommen" overgedragen aan het Constitutioneel Hof. Dat militair gebouw was in 1885 opgetrokken, op de plaats van een oudere kazerne waar ook de stadswapenkamer was.
Sinds 1910 was de Jiskra-kazerne gedeeltelijk ter beschikking van de lokale politie, en dit in afwachting van de verhuis van die politiedienst naar de Moyzesova-straat.
In 2006 verhuisde het Grondwettelijk Hof naar het gebouw van de Jiskra-kazerne.

### Renovatie
In de overgangsperiode werd het monumentale kazernegebouw gerenoveerd. Dit kostte toentertijd meer dan 199 miljoen Slowaakse kroon.

### Belendend complex
Thans bezet het Constitutioneel Hof drie bouwwerken die één complex vormen :
- de rechters hebben hun kantoren aan de Hlavná-straat 110 ;
- in het bouwwerk aan de Mäsiarská-straat bevinden zich de belangrijkste rechtszaal, een archiefkamer, de bibliotheek en verscheidene lokalen voor medewerkers ;
- het perceel aan de Zbrojničná-straat biedt woongelegenheid aan werknemers van wie de officiële woonplaats op grote afstand buiten Košice is gelegen.

### Monument
Op 13 februari 1981 werd het gebouw geregistreerd als Nationaal cultureel monument van de Slowaakse Republiek.